# Ландек
Вижте пояснителната страница за други значения на Ландек.
Ландек (на немски: Landeck) е град в Западна Австрия. Разположен е около мястото на вливането на река Зана в река Ин в окръг Ландек на провинция Тирол. Главен административен център на окръг Ландек. Надморска височина 816 m. Отстои на 80 km югозападно от провинциалния център град Инсбрук. Население 7689 жители към 1 април 2009 г.